# Новодвурски окръг (Поморско войводство)
Новодворски окръг (на полски: Powiat nowodworski) е окръг в Северна Полша, Поморско войводство. Заема площ от 671,53 км2.
Административен център е град Нови Двур Гдански.

## География
Окръгът се намира в историческия регион Померелия. Разположен е в източната част на войводството. На запад река Висла го разделя от град Гданск и Гдански окръг, на юг граничи с Малборски окръг, на изток граничи с Варминско-Мазурското войводство и с руския полуексклав Калининградска област а на север има широк излаз на Гданския залив. Намиращата се в окръга Висланска коса разделя Висланската лагуна от Балтийско море (Гдански залив).

## Население
Населението на окръга възлиза на 36 471 души (2012 г.). Гъстотата е 54 души/км2.

## Административно деление
Административно окръгът е разделен на 5 общини.
Градска община:
- Криница Морска

Градско-селска община:
- Община Нови Двур Гдански

Селски общини:
- Община Осташево
- Община Стегна
- Община Щутово

## Фотогалерия
- Криница Морска
- Нови Двур Гдански